# Cyphomyia whiteheadi
Cyphomyia whiteheadi är en tvåvingeart som beskrevs av Norman E. Woodley 1991. Cyphomyia whiteheadi ingår i släktet Cyphomyia och familjen vapenflugor. Inga underarter finns listade i Catalogue of Life.